# Radio Okerwelle
Radio Okerwelle ist ein Hörfunksender im Großraum Braunschweig, der als Bürgersender nach dem niedersächsischen Landesmediengesetz von dem Verein „Trägergemeinschaft für das Bürgerinnen und Bürgerradio Radio Okerwelle e. V.“ betrieben wird. Radio Okerwelle sendet seit dem 1. Mai 1997 über die UKW-Frequenz 104,6 MHz und publizierte monatlich eine gleichnamige kostenfreie Zeitschrift, die mittlerweile eingestellt worden ist. Seit April 2025 ist der Sender auch im Großraum Braunschweig über DAB+ empfangbar.

## Inhalte
Zum inhaltlichen Schwerpunkt von Radio Okerwelle gehört zum einen die regionale Berichterstattung, zum Beispiel in der Sendung „Region aktuell“ (vor dem 1. Januar 2009 „Berichte aus der Region“) oder den Regionalnachrichten. Ebenfalls gibt es Sondersendungen, zum Beispiel über den Braunschweiger Fußball-Profi-Club Eintracht Braunschweig. Zum anderen besteht das Programm aus Musikbeiträgen unterschiedlichster Stilrichtungen wie Pop, Rock, Punk, Ska, Jazz, Schlager und klassische Musik.

## Programm

Eines der Studios, 2025

Zum täglichen Programm von Radio Okerwelle gehören drei Live-Service-Sendungen: „Region Aktuell“ von 7 bis 9 Uhr, „Zwischen Harz und Heide“ von 11 bis 14 Uhr und eine weitere Ausgabe der Sendung „Region Aktuell“ von 17 Uhr bis 19 Uhr. Eine weitere Sendung ist „Impact“ (Dienstag bis Donnerstag 16 Uhr, Freitags 15 Uhr bis 17 Uhr), das ausschließlich von jugendlichen Radiomachern gestaltet wird und eine Musikauswahl aus den Bereichen Rock, Alternative, Metal und Punk bietet. Jeden Samstag um 10 Uhr sendet Radio Okerwelle das zweistündige Vormittagsmagazin „Espresso“. Anschließend um 12 Uhr wird die Sendung der Kinderredaktion „Okerpiraten“ ausgestrahlt. Die Sendung läuft eine Stunde. Ab und zu wird bei besonderen Anlässen, wie zum Beispiel Weihnachten oder Silvester, eine „Spiel und Spaß Sendung“ von der Kinderredaktion ausgestrahlt. Hierbei werden Quizshows gemacht oder Witze und Gedichte erzählt.

## Gremien
Radio Okerwelle ist demokratisch organisiert. Die Aufgaben und Kompetenzen der einzelnen Gremien sind im Redaktionsstatut und in der Satzung des Vereins geregelt.

## Programm
Der überwiegende Anteil des Programms entsteht im redaktionellen Bereich des Senders. Darüber hinaus erstellen nicht in der Trägergemeinschaft und den Redaktionen organisierte Sendungsmacher wöchentlich achtzehn Stunden Programm im sogenannten „offenen Bereich“.

### Die Trägergemeinschaft
Die Trägergemeinschaft ist ein gemeinnütziger Verein (e. V.). Der Verein wurde am 13. Januar 1994 gegründet mit dem Ziel eine Sendelizenz für ein Braunschweiger Lokalradio zu erhalten. Gründungsmitglieder waren ca. 28 natürliche Personen und 6 juristischen Personen. 2008 hatte der Verein ca. 250 Mitglieder. Die Trägergemeinschaft wird durch einen Vorstand vertreten.

### Die Redaktionen
Die Redakteure organisieren sich in Fachredaktionen (FR). Diese sind, wie im Fall von Sport, Kultur, Soziales in einem Ressort tätig. Alternativ formieren sich, wie die FR Jugend und die FR Senioren, aus einer Gruppe mit Blick auf eine Zielgruppe. Der Status einer Fachredaktion wird durch die Redaktionsvertretung verliehen.

### Die Redaktionsvertretung
Die Redaktionsvertretung besteht aus je einem Delegierten jeder Redaktion (sofern sie mindestens 3 Mitglieder hat). Die Redaktionsvertretung wählt 3 Delegierte in den Programmrat und tagt vierteljährlich. Die Redaktionsvertretung entscheidet über die Vergabe von Sendeplätzen.

### Der Programmrat
Der Programmrat besteht aus 3 Delegierten der Redaktionsvertretung, einem Vorstandsmitglied und dem Geschäftsführer. Der Programmrat führt die Geschäfte der Redaktionsvertretung, entscheidet über die Aufnahme von Einzelsendungen in das redaktionelle Programm und überwacht dieses hinsichtlich Qualität und Einhaltung geltender Gesetze.

## Historisches

### Vereinsgeschichte
Als die Väter von Radio Okerwelle kann man wohl Bruno Niehoff und Uwe Hildebrandt bezeichnen. Als sich 1993 eine Änderung des Landesmediengesetzes abzeichnete, in dem Nichtkommerzieller Lokaler Rundfunk etabliert werden sollte, ergriffen sie die Initiative und luden zum 20. Oktober 1993 zu einem ersten Treffen von Interessierten in das Freizeit- und Bildungszentrum Bürgerpark (FBZ) ein. Am 13. Januar 1994 wurde die Trägergemeinschaft dann offiziell mit 34 Mitgliedern (davon 6 juristische) gegründet. Bis zum Sendestart sollten mehr als 3 Jahre vergehen. Am 1. Mai 1997 00:00 Uhr begann der Sendebetrieb mit einem Hoffest.

### Die Lizenz
Am 9. November 1993 verabschiedet der Niedersächsische Landtag ein neues Landesmediengesetz, welches den „Betriebsversuch zur Einrichtung von nichtkommerziellem Hörfunk und Offenen Kanälen“ verankert. Demnach sind 14 Versuchprojekte vorgesehen. Braunschweig ist zunächst nicht dabei. Erst am 28. November 1995 wird Braunschweig Versuchsgebiet für nichtkommerziellen Hörfunk. Am 1. März 1996 wird der Lizenzantrag bei der NLM gestellt. Auch die „Braunschweig-Wolfsburger Radiogesellschaft“ gibt einen Antrag ab. Die Versammlung der NLM entscheidet sich am 10. September 1996 zugunsten von Radio Okerwelle.
Im April 2002 wird der Betriebsversuch abgeschlossen und Radio Okerwelle in den Regelbetrieb überführt. Radio Okerwelle ist nun „Bürgerrundfunk“ (statt bisher „nichtkommerzieller Hörfunk“). Der Sender muss nun auch Programmanteile in Form eines Offenen Kanals verbreiten. Die neue Lizenz gilt für 7 Jahre.
Mit Bescheid der Niedersächsischen Landesmedienanstalt (NLM) vom 13. Mai 2013 wurde die Zulassung zur Veranstaltung von Bürgerrundfunk als Hörfunk in der Region Braunschweig bis einschließlich März 2021 erneut verlängert.
Im Juni 2020 beschloss die Versammlung der NLM eine Verlängerung der Zulassung um zehn Jahre bis zum 31. März 2031.

### Veranstaltungsrundfunk
Vor dem 1. Mai 1997 war Radio Okerwelle zweimal mit dem sogenannten Veranstaltungsrundfunk auf Sendung. Gesendet wurde jeweils mit einer Leistung von 6 Watt auf der Frequenz 104,6 MHz. Standort des Senders war der Turm des Freizeit- und Bildungszentrums (FBZ).
- 28. April 1994 – 30. April 1994: Aus dem Sendestudio im FBZ gab es 2 Stunden täglich zu der Veranstaltung „Jugend im Dialog“.
- Februar 1995: Aus dem Sendestudio in der Neustadtmühle gab es 10 Tage lang jeweils 2 Stunden Programm zu den „3. Freien Theatertagen“.

### Studio Leopoldstraße
Das erste Studio wurde in der Leopoldstr. in unmittelbarer Nähe zum Braunschweiger Zentrum eingerichtet. Auf 700 m² gab es großzügigen Platz für Studios, Technik, Redaktionsräume und Besprechungsräume. Ein großzügiges Foyer diente als Kommunikationsmittelpunkt.

### Studio Rebenring
Nach fünf Jahren wurden mit der verlängerten Lizenz auch die Fördermittel der NLM verringert. Als Sparmaßnahme wurde ein kleineres Funkhaus gesucht. Im Juni 2002 zog der Sender dann das erste Mal um. Die neue Adresse war der Rebenring 6 (direkt gegenüber der Hauptmensa). Hier standen nur noch 300 m² zur Verfügung.

### Studio Brunsviga
Seit November 2007 befindet sich das Studio in der Brunsviga (Karlstr. 35). Dort werden die ehemaligen Räume des Musikarchivs der Stadt Braunschweig genutzt. Grund für den Umzug war der ausgelaufene Mietvertrag für die Räume im Rebenring.

## Der Sender
Abgestrahlt wird das Programm vom Sender Braunschweig 3 Fernmeldeturm Broitzem. Die Sendeleistung beträgt 500 Watt (ERP). Die Zuführung des Signals aus dem Studio erfolgt über eine digitale Leitung. Der Sender wurde am 25. April 1997 in Betrieb genommen. Bis zum offiziellen Sendestart am 1. Mai 1997 wurde eine Hinweisschleife ausgestrahlt. Über die Webseite des Senders lässt sich zudem ein Livestream-Angebot nutzen.

## Finanzierung
Der Sendebetrieb wird aus verschiedenen Mitteln bestritten.
- Der größte Teil stammt von der NLM, welche alle Bürgersender im Rahmen des Landesrundfunkgesetzes fördert. Die NLM wiederum bekommt das Geld aus Rundfunkgebühren (0,5 %).
- Mitglieder mit ihrem Mitgliedsbeitrag
- Förderer unterstützen den Sender mit Sach- und Geldleistungen.

Werbung, Sponsoring und Teleshopping im Programm sind unzulässig. (§ 30 Abs. 1, S. 1 NMedienG)